# Nazzareno Berto
Nazzareno Berto (Conselve, 20 febbraio 1957) è un ex ciclista su strada e pistard italiano, professionista dal 1979 al 1984. Ottenne l'unica vittoria su strada al Giro di Toscana 1980; fu inoltre terzo alla Milano-Torino 1981 e, su pista, campione nazionale di keirin e corsa a punti.

## Palmarès

### Strada
- 1976 (dilettanti)

Trofeo Piva
4ª tappa Giro Ciclistico d'Italia
- 1978 (dilettanti)

Medaglia d'Oro Comune di Villadose
Trofeo Città di San Vendemiano
Astico-Brenta
- 1980 (Inoxpran, una vittoria)

Giro di Toscana

### Pista
- 1980

Campionati italiani, Keirin
- 1983

Campionati italiani, Corsa a punti

## Piazzamenti

### Grandi Giri
- Giro d'Italia

1980: 80º
1982: 89º
1983: 122º
1984: 128º
- Tour de France

1979: fuori tempo massimo (15ª tappa)

### Classiche monumento
- Milano-Sanremo

1979: 95º

### Competizioni mondiali
- Campionati del mondo su pista

Besançon 1980 - Velocità: 7º
Besançon 1980 - Keirin: 8º